# Flora de la Comunidad Valenciana
La flora de la Comunidad Valenciana se caracteriza por ser un bioma de bosques y matorrales mediterráneos, desarrollados en un clima caracterizado por inviernos templados, veranos secos, otoños y primaveras con abundantes precipitaciones, es decir, el clima mediterráneo. Además de esto, la vegetación valenciana está adaptada a otro evento usual en la región, los incendios forestales.

## Clasificación

### Clasificación biogeográfica Juan Paskia
La flora de la Comunidad Valenciana pertenece biogeográficamente al Reino Holártico, y más concretamente a la región mediterránea. En la tabla siguiente puede observarse más detalladamente a que subzonas biogeográficas pertenece concretmente cada área de la Comunidad Valencianaː
| Zonas biogeográficas de la Comunidad Valenciana |              |                         |                                |                     |        |                         |                                                    |
| Reino                                           | Región       | Subegión                | Provincia                      | Subprovincia        | Sector | Sector                  | Sector                                             |
| Holártico                                       | Mediterránea | Mediterránea Occidental | Valenciano-Catalano-Provenzal  | Catalano-Valenciana | 1.1    | Valenciano-Tarraconense | Sectores biogeográficos de la Comunidad Valenciana |
| Holártico                                       | Mediterránea | Mediterránea Occidental | Valenciano-Catalano-Provenzal  | Catalano-Valenciana | 1.2    | Setabense               | Sectores biogeográficos de la Comunidad Valenciana |
| Holártico                                       | Mediterránea | Mediterránea Occidental | Castellano-Maestrazgo-Manchega | Castellana          | 2.2    | Manchego                | Sectores biogeográficos de la Comunidad Valenciana |
| Holártico                                       | Mediterránea | Mediterránea Occidental | Castellano-Maestrazgo-Manchega | Oroibérica          | 2.3    | Maestracense            | Sectores biogeográficos de la Comunidad Valenciana |
| Holártico                                       | Mediterránea | Mediterránea Occidental | Murciano–Almeriense            | Murciano–Almeriense | 3      | Alicantino-Murciano     | Sectores biogeográficos de la Comunidad Valenciana |
| Fuente: Rivas Martínez, et al (2002)            |              |                         |                                |                     |        |                         |                                                    |

### Clasificación bioclimática
Desde el punto de vista bioclimático la vegetación se dispone en estratos en función altitudinal, que se corresponden con los termoclimas o pisos bioclimáticos. En la Comunidad Valenciana están representados los pisos termomediterráneo, mesomediterráneo, supramediterráneo y oromediterráneo, mientras que la presencia de los pisos crioromediterráneo e inframediterráneo se presentan puntualmente.

## Formaciones vegetales típicas

### Bosque mediterráneo
De este modo, la vegetación típica de la Comunidad Valenciana es el bosque mediterráneo, caracterizado por vegetación de hoja perenne y xerófila, adaptada a lo largo del período estival de sequía. La especie climácica y dominante es la carrasca, si bien la especie más abundante es el pino carrasco. Otras especies que se encuentran en tierras valencianas son las encinas, los quejigos, y los alcornoques, estos últimos en zonas de sustrato ácido, así como también el olivo, el almendro, el algarrobo, el naranjo y el árbol del caqui como especies cultivadas. El sotobosque dominante está compuesto por especies leñosas de tipo espinoso y aromático, como el romero, el tomillo, la coscoja, el lentisco, el mirto, el hinojo, la aliaga y la jara. En torno a los cauces y a las zonas húmedas son abundantes los bosques de ribera y la vegetación palustre, formada por árboles como los álamos, los olmos y los sauce llorón, y por especies herbáceas como las cañas, los carrizos y la mansiega, entre otras muchas especies.

### Máquia
Por lo general el bosque valenciano está muy alterado por la acción del ser humano a lo largo de la historia, fundamentalmente por la urbanización, la agricultura y por los incendios forestales. La maquia, formación secundaria de carácter arbustivo, es la vegetación típica en las zonas de bosques degradados. Ante ésta problemática se ha recurrido a la repoblación de extensas zonas con especies no climácicas como el pino, motivo por el cual en la actualidad es la especie más abundante en los bosques valencianos.